# Massimo Quaini
Massimo Quaini (Celle Ligure, 5 de maio de 1941 - Gênova , 21 de novembro de 2017) foi um geógrafo italiano, considerado um dos maiores expoentes entre os estudiosos (em italiano) de idéias marxistas na história da geografia . Ele foi professor de geografia na Universidade de Gênova.
Em um de seus livros de 1991, ele próprio descreveu o início de sua carreira de geógrafo como casual: «Devo dizer que cheguei à geografia humana absolutamente por acaso e não por vocação, nem pela educação universitária. Quando, no início dos anos sessenta, me matriculei na universidade, minhas memórias da escola me falaram de um assunto muito árido e chato, para poder orientar um plano de estudos sobre geografia, desde então ele poderia finalmente ser construído com uma certa liberdade . Inscrito no primeiro ano de Cartas em Turim, decidi, sem nenhum arrependimento subsequente, interromper a geografia, rapidamente me livrando do único exame obrigatório com o prof. Capello (que continua sendo meu único exame de geografia, sem ressonância na minha formação, também porque, na realidade, era geografia física). [...] em um Turim tão Gobettiano - não posso esquecer que minha primeira pesquisa foi sobre Piero Gobetti - Eu também tive minha educação política [...] minha tese de graduação, sobre o debate em torno da libertação dos povos coloniais [sic; por "colonizado"] no contexto do movimento internacional dos trabalhadores entre os séculos XIX e XX, o resultado da minha livre escolha, foi certamente mais afetado pela herança cultural gobettiana e marxista do que pelos cânones da pesquisa acadêmica e Rosario Romeo, com quem eu tive um relacionamento bastante conflitante. Depois que me formei, não tinha perspectivas claras: provavelmente teria tentado ser um pesquisador no campo, com certa propensão à investigação social no campo, se não me tivessem sido oferecido como assistente de geografia em 1966 Magistério de Gênova. Foi então que tive que me "inventar" como geógrafo, trabalhar em um instituto (dirigido por Gaetano Ferro e frequentado entre outros por Eraldo Leardi e Adalberto Vallega) no qual me senti como um peixe fora d'água. Ainda me lembro do diretor, à sua maneira apressada, um dia me disse para deixar de lado as idéias inúteis dos textos de Lucien Febvre e Fernand Braudel, e antes dar-me uma sólida formação sobre o tratado de Geografia Geral de Roberto Almagià. O quanto eu odiava aquele manual indigesto, que espelhava aquela visão piramidal, enciclopédica (mas no geral: notionista) da geografia, que Lucio Gambi, já estudante de Almagià, começou a demolir em meados da década de 1950! " (Quaini, Entre geografia e história, 1991, p. 8-9).
Seu trabalho mais citado, [Marxismo e Geografia], publicado em 1974, foi traduzido para holandês (1977), português (1979), inglês (1982)  e espanhol (1985).
Seu trabalho seguinte, A Construção da Geografia Humana, foi publicado em 1981 na língua espanhola e em 1992 na tradução para o português.
Desde 1978, Quaini foi fundador e editor da revista "Hérodote-Italia", inspirada na revista francesa "Hérodote", fundada pelo geógrafo Yves Lacoste (nascido em Fes, no Marrocos, em 1929).
Após numerosas intervenções na história das explorações geográficas na época de Colombo, junto com Ilaria Luzzana Caraci e Francesco Surdich, ele esteve entre os fundadores do CISGE - Centro Italiano de Estudos Geográficos Históricos, ocupando o cargo de Coordenador da Seção "História da Geografia" por anos.
A partir de 2003, Massimo Quaini torna-se presidente da associação ambiental "Memorie & Progetti" de Pieve Ligure, com a qual fundou o Observatório dos dois Golfi Paradiso e del Tigullio.
Sua contribuição em inglês sobre a história da cartografia na Ligúria, Piemonte e Sardenha na era moderna (Atividades Cartográficas na República de Gênova, Córsega e Sardenha durante o Renascimento) apareceu na famosa coleção História da Cartografia editada por Brian Harley e David Woodward .
O volume sobre a representação da China nos cartões de produção europeus (escrito em conjunto com Michele Castelnovi) foi traduzido para o inglês em 2007 e para o chinês em 2015.

## Obras
- Marxismo e geografia. 1974. ISBN 978-0631128168
- A construção da geografia humana. 1975. ISBN 978-8428104067
- Depois da geografia. 1978.
- Entre geografia e história: um itinerário na geografia humana . 1992.
- O balão de ar quente de Humboldt: diálogos sobre geografia ou o prazer de procurar por ciência na lua que não existe . 2001. ISBN 978-8881031344
- Atividades Cartográficas na República de Gênova, Córsega e Sardenha durante o Renascimento , em The History of Cartography , editado por David Woodward, volume III, Cartografia no Renascimento Europeu , Chicago, Chicago University Press, 2005.
- A sombra da paisagem. O horizonte de uma utopia de convívio . 2006. ISBN 978-8881032303
- O mito do Atlas. História da cartografia ocidental na era moderna . 2006. ISBN 978-8895051024
- Visões do império celeste: a imagem da China na cartografia ocidental . 2007. Co-autor: Michele Castelnovi. ISBN 978-8895051031 (traduzido para o inglês em 2007; e chinês para 2015).

## Discursos
- Conhecimento do território da Ligúria entre a Idade Média e a era moderna . 1981. ISBN 978-8870580013
- Mapas e cartógrafos na Ligúria . 1986. ISBN 978-8870582123
- Ligúria: porta de entrada européia para o Mediterrâneo . 1998. ISBN 978-8870586923
- Uma geografia para a história após Lucio Gambi 2008 (edição monográfica da revista "Quaderni Storici"). ISBN 978-8815123473
- Atkinson, David (2000): Imaginações geopolíticas na Itália moderna . In: Tradições Geopolíticas: Histórias Críticas do Século de Pensamento Político , editado por Klaus J. Dodds e David Atkinson, Londres (Routledge), 93-117: 107-108.